# Nuisement-aux-Bois
Nuisement-aux-Bois is een verdronken plaats in de Franse gemeente Sainte-Marie-du-Lac-Nuisement in het departement Marne in de regio Grand Est. 

## Geschiedenis
Tot 1969 was Nuisement-aux-Bois een zelfstandige gemeente. Op 1 januari 1969 fuseerde de gemeente met Giffaumont tot de gemeente Sainte-Marie-du-Lac-Nuisement.
In 1974 werd het Lac du Der-Chantecoq voltooid en verdween Nuisement-aux-Bois onder water.